# واینو لینا
واینو لینا (فنلاندی: Väinö Linna; ۲۰ دسامبر ۱۹۲۰ – ۲۱ آوریل ۱۹۹۲) نویسنده اهل فنلاند بود.
وی همچنین برندهٔ جوایزی همچون جایزه یوسی شده‌است.